# Milk Milk Lemonade
Milk Milk Lemonade es el cuarto álbum de estudio de la banda de punk rock estadounidense The Mr. T Experience, publicado en 1992 por Lookout! Records. Fue el último álbum de la banda en incluir al guitarrista Jon Voz Zelowitz, quien dejó la banda más tarde ese mismo año.

## Lista de canciones
| N.º | Título                                       | Duración |  |
| 1.  | «Book of Revelation»                         | 2:59     |  |
| 2.  | «What Do You Want?»                          | 3:10     |  |
| 3.  | «Ready Set Go»                               | 2:16     |  |
| 4.  | «Two-Minute Itch»                            | 2:36     |  |
| 5.  | «There's Something Wrong with Me»            | 2:04     |  |
| 6.  | «Master of the Situation»                    | 4:01     |  |
| 8.  | «What Difference Does It Make?»              | 2:30     |  |
| 9.  | «Last Time I Listened to You»                | 2:00     |  |
| 10. | «Love American Style»                        | 2:47     |  |
| 11. | «Christine Bactine»                          | 2:28     |  |
| 12. | «I Love You, But You're Standing on My Foot» | 2:57     |  |
| 13. | «Makeup»                                     | 2:37     |  |
| 14. | «See it Now»                                 | 9:01     |  |
| 15. | «secret track»                               | 0:15     |  |

- Datos: Q6858000